# Життєсвіт
Життє́світ (нім. Lebenswelt) — центральне поняття «пізньої» філософії Едмунда Гуссерля, значення якого полягає в подоланні вузькості горизонту строго феноменологічного методу за рахунок звернення до обумовленості свідомості світовими мотивами його конституції.
Вперше концепція життєсвіту була представлена в працях «Картезіанські роздуми» та «Криза наук як вираження радикальної життєвої кризи європейського людства», опублікованих у Німеччині вже після смерті Гуссерля (†1938), але відомих за життя його послідовникам за деякими французькими перекладами та за його лекціями.

## Зміст
Ідея життєсвіту пов'язана з висуванням на перший план в пізній гуссерліанській феноменології теми кризи європейського людства як кризи науки, філософії, звичної форми раціоналізму. Гуссерль вважав, що європейський раціоналізм Нового часу страждав від однобічності. Він витіснив духовне, смислове начало з області наукового пізнання. Можливість подолання кризи вбачалася Гуссерлем у створенні нової науки про дух. Предметом цієї науки повинен був виступати життєсвіт, від якого залежить наукове пізнання як від фундаментального шару свідомої діяльності.
Життєсвіт складається із суми безпосередніх очевидностей, які задають форми орієнтації і людської поведінки. Такі очевидності виступають дофілософським, донауковим, первинним у логічному плані шаром будь-якої свідомості, будучи основою, умовою можливості свідомого прийняття індивідом теоретичних установок. Дані умови можливості збігаються з областю загальновідомих уявлень, які мають характер «автоматичних» неусвідомлюваних регуляторів смислопокладання.
За Гуссерлем наука не дає можливості проникнути в життєсвіт, навпаки, вона підмінює живий людський світ світом об'єктивованих абстракцій. Отже, стверджує Гуссерль, необхідно зробити редукцію стосовно науки, до значень елементів світу, отриманих від науки, стосовно наукової картини світу взагалі. Здійснивши подібну редукцію, ми повторимо шлях науки, але пройдемо його в зворотному напрямку, тобто повернемося до вихідного пункту — до донаукових значень світу. Таким способом відновлюється чужий науці світ повсякденного життя, або, за термінологією Гуссерля, життєсвіт. Вивчення життєсвіту, який є  сукупністю первинних, фундуючих інтенцій, повинно розкрити процес виникнення з нього різних систем знання, у тому числі об'єктивних наук, пояснити їхнє ставлення до життєсвіту і тим самим наділити їх людським змістом, якого їм бракує.
Для життєсвіту, за Гуссерлем, характерні безпосередня очевидність, інтуїтивна вірогідність його феноменів, які розуміються і приймаються індивідом як такі, тобто суб'єктивна вірогідність, причому суб'єктивність життєсвіту, — це «анонімна» суб'єктивність. Її зміст визначається не активністю суб'єкта, а феноменами світу, що наявні у сфері суб'єктивності, як суб'єктивними, так й інтерсуб'єктивними. Ще одна надзвичайно важлива властивість життєсвіту: він є єдиним цілим, оскільки саме в цілому він виступає як щось самоочевидне, самодостовірне. Це ціле не має чіткої архітектоніки, його структура невизначена, не експлікована.
Стосовно активності суб'єкта життєсвіт є «горизонтом» усіх його цілей, проектів, інтересів незалежно від їхніх тимчасових, просторових, ціннісних та інших масштабів. Але будь-яка організуюча, рефлектуюча діяльність (включаючи наукову) призводить, вважає Гуссерль, до зосередження на тому чи іншому аспекті життєсвіту, до виникнення «закритих» світів (прикладом може бути світ фахівця), опосередкованих особливою метою і неможливістю відразу їх збагнути. Життєсвіт є цілісною структурою людської практики, і будь-яка організована діяльність з дослідження певної частини життєсвіту, вилучаючи її тим самим із сукупності очевидно зрозумілого, продовжує існувати (і не може не існувати) у життєсвіті, спираючись на незрозуміле, непояснене, нерефлектоване знання про нього.

## Проблемні моменти
Життєсвіт не тематизується в колі повсякденних або наукових установок. Можливість розкриття інваріантних структур життєсвіту Гуссерль бачить в критиці наукових абстракцій за допомогою проблематизації базових рис суб'єктивності. Такі риси, як простір-час, каузальність, уречевлення, інтерсуб'єктивність тощо не розуміються як створені суб'єктом, але вбачаються такими, які задають поле самої суб'єктивності. В межах інваріантів життєсвіту виникає щось, що може бути ототожнене зі сферою суб'єктивного.
Вчення Гуссерля про життєсвіт справило серйозний вплив на філософію XX століття, послуживши живильним середовищем для становлення екзистенційно-феноменологічних досліджень «раннього» М. Гайдеґґера, ранніх варіантів герменевтики Г.-Г. Гадамера, розробок теоретиків постмодернізму (Ж. Делез, Ж. Дерріда та ін.)

## Життєсвіт уфеноменологічній соціології
Учень Гуссерля Альфред Шюц при вивченні життєсвіту ставив ту ж саму мету, що і Гуссерль, хоча його інтереси зосереджувалися насамперед у сфері соціальних наук. Науці, якщо вона дійсно прагне бути «строгою», необхідна не стільки формальна строгість, тобто логічна формалізація і так звані об'єктивні наукові методи, скільки з'ясування її генезису й зумовленості світом попередньо даного, з якого вона народжується й у якій живе. Цей світ, що передує об'єктивуючій науковій рефлексії, світ людської безпосередності, феноменальний (у Гуссерлівському розумінні) світ відчуття, прагнення, фантазування, бажання, сумніву, твердження, спогаду про минуле і передбачення майбутнього тощо, інакше кажучи, — це життєсвіт. Шюц визначає його як світ, у якому «ми, як людські істоти серед подібних собі, живемо в суспільстві та культурі, залежимо від їхніх об'єктів, які впливають на нас і, у свою чергу, піддаються нашому впливу». Але соціологія не повинна приймати цей світ «на віру» як дане. Навпаки, її завданням стає дослідження природи цієї даності.
Шюц розглядає становлення соціальної об'єктивності, починаючи з найелементарніших процесів конституювання, породження змістів у «потоці досвіду», звертаючись до конституювання «об'єктів досвіду», потім «значущих дій», що володіють «суб'єктивним змістом» (у дусі Вебера) і так далі аж до конституювання об'єктивних соціальних структур у взаємодії індивідів. Це, на думку Шюца, і є соціологією життєсвіту.
Прагнення ввести поняття життєсвіту в соціологію виявилося дуже плідним, про що свідчить подальший розвиток цієї науки. Поняття життєсвіту стало загальноприйнятим (хоча і втратило ту строгість, що мало в контексті феноменологічної філософії); у багатьох більш пізніх концепціях соціології життєсвіт, світ безпосередньої людської життєдіяльності став протиставлятися "системі як сукупності об'єктивованих твердих структур, що примусово впливають на поведінку людей. Це поняття застосовується в соціології, як правило, інтуїтивно, йому бракує строгої визначеності, іноді життєсвіт ототожнюється з тим, що можна назвати повсякденним життям, а іноді — зі світом культури. Але широке застосування цього поняття симптоматичне, тому що вказує на те, що, використовуючи тільки об'єктивістський соціально-структурний підхід, неможливо пояснити процеси, які протікають у суспільстві. Можна сказати, що соціологія «тужить» за життєсвітом, але дотепер не в змозі ввійти до нього, хоча запропоновано досить багато версій розуміючої соціології, яка саме і вважає пізнання життєсвіту своїм головним завданням і метою.